# 中華民國駐智利大使列表
本列表為中華民國駐智利共和國歷任大使與代表名錄。兩國已無正式外交關係。

## 無邦交時期

### 代表機構
1971年1月5日，智利與中華民國斷交。1975年9月30日，中華民國於智利首都聖地牙哥設立具大使館功能的駐智利遠東商務辦事處。1990年12月22日，更名為駐智利臺北商務辦事處。1992年6月26日，復更名為駐智利臺北經濟文化辦事處。

### 歷任代表（1975年至今）
| 姓名   | 任命               | 到任           | 免職             | 離任           | 外交銜級 對外名義 | 外交職務 本職職務 | 備註                                     | 備註 |
| ------ | ------------------ | -------------- | ---------------- | -------------- | ----------------- | ----------------- | ---------------------------------------- | ---- |
| 歐鴻鍊 | 1975年6月11日      | 1975年7月7日   | 1981年5月27日    | 1981年7月3日   | 主任              | 主任              |                                          |      |
| 林享能 | 1981年5月27日      | 1981年6月28日  | 1984年1月26日    | 1984年5月9日   | 代表              | 代表              |                                          |      |
| 陸斌   | 1984年1月26日      | 1984年4月22日  |                  | 1984年9月5日   | 代表              | 代表              | 任內病逝                                 |      |
| 陳顯祥 | 1984年8月22日      | 1984年10月9日  |                  | 1985年2月2日   | 代理主任          | 代理主任          |                                          |      |
| 藍智民 | 1984年12月6日      | 1985年1月17日  | 1990年9月21日    | 1990年10月25日 | 代表              | 代表              |                                          |      |
| 王飛   | 1990年12月27日     | 1991年1月22日  | 2000年9月4日     | 2000年11月7日  | 代表              | 代表              |                                          |      |
| 黃瀧元 | 2000年9月6日       | 2000年11月7日  | 2002年1月4日     | 2002年1月25日  | 代表              | 代表              |                                          |      |
| 孫大成 | 2002年1月4日       | 2002年2月23日  | 2006年7月19日    | 2006年10月14日 | 代表              | 代表              |                                          |      |
| 柯吉生 | 2006年7月19日      | 2006年10月18日 | 2010年1月4日退休 | 2010年1月16日  | 代表              | 代表              |                                          |      |
| 王明文 | 2010年1月21日      | 2010年3月16日  |                  | 2016年1月      | 代表              | 代表 特命全權大使 | [ 註 1 ]                                 |      |
| 陳新東 | 2015年11月12日宣誓 | 2016年1月15日  |                  | 2018年7月      | 代表              | 特命全權大使      |                                          |      |
| 溫曜禎 |                    | 2018年7月18日  |                  | 2020年9月11日  | 代表              | 特命全權公使      | 調任駐宏都拉斯大使，原職由秘書王瑞達暫代 |      |
| 劉聿綺 |                    | 2021年2月18日  |                  | 現任           | 代表              | 特命全權公使      |                                          |      |

## 外部連結
- 駐智利臺北經濟文化辦事處（Facebook、Twitter）